# Joël Sami
André Joël Sami (* 13. November 1984 in Montfermeil) ist ein ehemaliger kongolesisch-französischer Fußballspieler. Seine Spielerkarriere verbrachte der Verteidiger in Frankreich, Belgien sowie zuletzt in Thailand. Darüber hinaus war er kongolesischer Nationalspieler.

## Karriere

### Verein
Seinen ersten Vertrag unterschrieb Sami 2002 beim französischen Verein AS Valence der in Valence beheimatet ist. 2004 wechselte er zu SC Amiens. Von 2004 bis 2008 stand er 105 Mal für den Verein auf dem Spielfeld. 2008 wechselte er nach Nancy zum dort ansässigen AS Nancy. Hier absolvierte er bis 2015 180 Spiele. Ab 2015 spielte der Verteidiger beim belgischen Erstligisten SV Zulte Waregem in der Jupiler Pro League. 2016 wechselte er zu US Orléans, für den er 31 Mal auf dem Platz stand. 2017 wechselte er nach Asien. Hier unterschrieb er einen Vertrag beim thailändischen Erstligisten Ratchaburi Mitr Phol FC. Nach zwei Jahren und 46 Spielen wechselte er 2019 zum Ligakonkurrenten Sukhothai FC nach Sukhothai. Hier absolvierte er 25 Erstligaspiele. Ende 2019 wurde sein Vertrag nicht verlängert. Im November 2019 unterschrieb er einen Vertrag bei Chiangmai United FC in Chiangmai. In der Hinrunde kam er nicht zum Einsatz. Im Juli 2020 wurde der Vertrag aufgelöst. Anschließend spielte er noch für ein Jahr beim Drittligisten Nonthaburi United S.Boonmeerit FC, ehe er 2021 seine Karriere beendete.

### Nationalmannschaft
Von 2008 bis 2010 spielte Sami fünf Mal für die kongolesischen Nationalmannschaft.